# Woschod (Schiffstyp)
Woschod [vʌsˈxɔt] (alternative Schreibweise Woßchod, russisch Восход „Sonnenaufgang“) heißen sowjetische bzw. ukrainische Hochgeschwindigkeits-Tragflügelboote, die für Passagiertransporte auf Flüssen und Stauseen konzipiert sind. Ihre Seetauglichkeit erlaubt es ihnen aber auch, küstennahe Gewässer des Meeres zu befahren.

## Geschichte
Die Woschods wurden im Konstruktionsbüro von Rostislaw Alexejew als Ersatz für ältere Serien von Tragflügelbooten geplant, zum Beispiel „Raketa“ und „Meteor“. Der erste Prototyp wurde im Jahr 1973 gebaut. Die Serienfertigung begann im Schiffsbauwerk „More“ in Feodossija. Bis zum Ende der Sowjetunion wurden zirka 150 Exemplare gebaut, danach kam die Produktion wegen wirtschaftlichen Schwierigkeiten vorübergehend fast zum Erliegen.

## Verbreitung

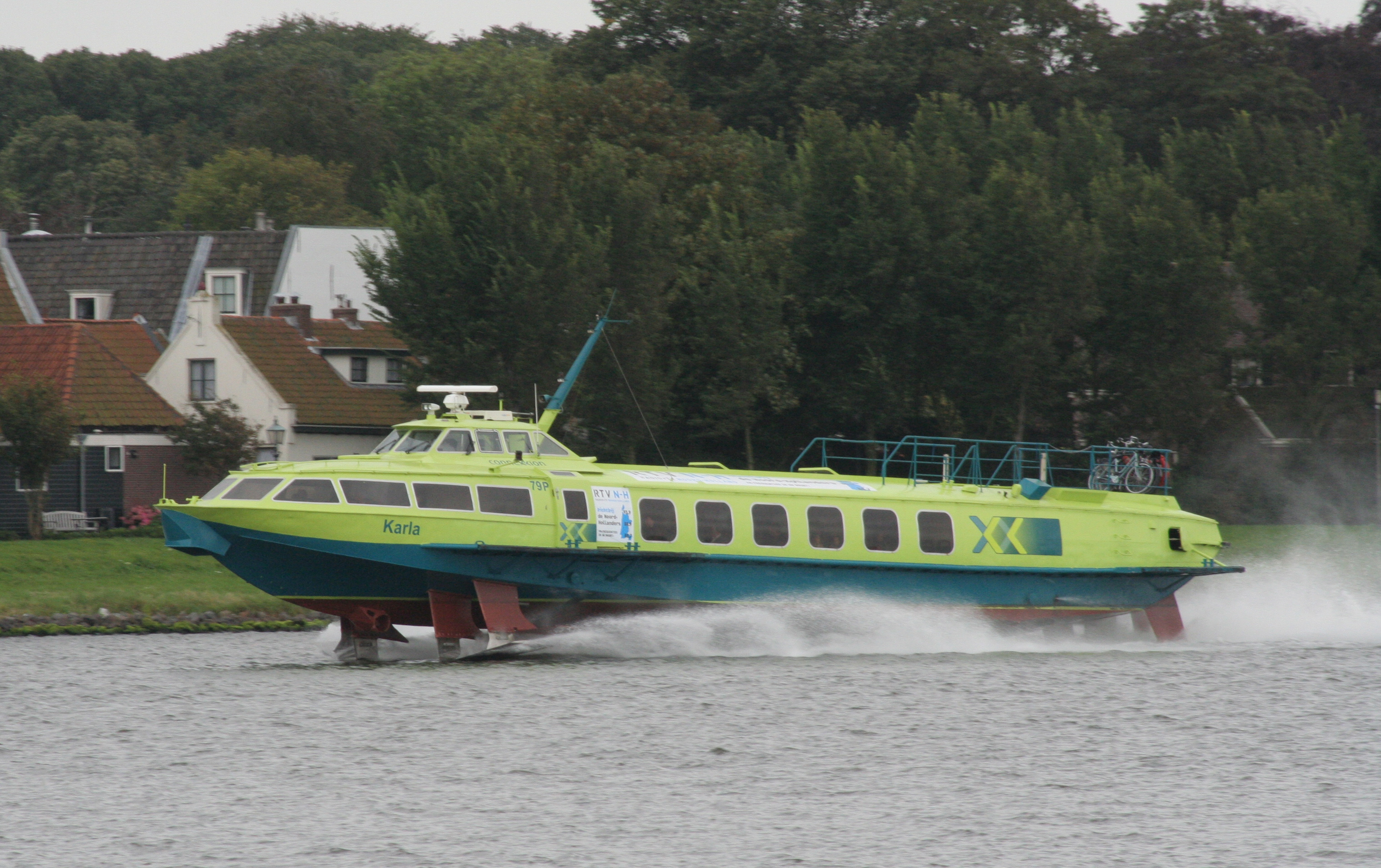
Woschod in den Niederlanden

Außer in die Sowjetunion wurden die Woschods auch in 18 andere Länder geliefert, darunter Kanada, Vietnam, Volksrepublik China, Niederlande, Griechenland, Österreich, Ungarn, Bulgarien, Thailand, Türkei. In letzter Zeit wurden neue Woschods im Auftrag der niederländischen Firma Connexxion gebaut.
In den Niederlanden verkehren Woschods zwischen Amsterdam und Velsen, die Reise dauert ca. 30 Minuten. Die Überfahrt ist mit dem System von Überlandbussen der Firma Connexxion synchronisiert, hat eine eigene Nummer (419) und heißt zu Werbezwecken Fast Flying Ferries. Bei der 1998 eröffneten Linie wurden ursprünglich vier ukrainische Woschods eingesetzt, 2002 kamen drei neu gebaute dazu, während drei ältere weiterverkauft wurden.
2011 wurde von der Provinzregierung eine Geschwindigkeitsbeschränkung eingeführt und die Linie wurde schließlich 2014 eingestellt.

## Wichtige Charakteristika
- Höhe über Wasser: 4 m
- Deckhöhe über Wasser: 0,28 m
- Eintauchen bei der Fahrt: 1,1 m
- Eintauchen beim Stehen: 2,1 m
- Geschwindigkeit: 60 km/h
- Reichweite: 450 km